# Peter Whitehead (Filmemacher)
Peter Lorrimer Whitehead (* 8. Januar 1937 in Liverpool; † 10. Juni 2019 in London) war ein englischer Filmemacher und Autor, der die Gegenkultur der Swinging Sixties in London und New York dokumentiert hat.

## Biografie
Whitehead wuchs in bescheidenen Verhältnissen auf. Als guter Schüler erhielt er Stipendien, die ihm eine gute Schulbildung und ein Studium ermöglichten. Von Naturwissenschaften in Cambridge wechselte er zur Slade School of Fine Art in London, um Kunst und Film zu studieren.
In seinen Filmen dokumentierte er die Gegenkultur der späten 1960er Jahre in London und New York. Er drehte auch Werbefilme (Promo-Filme) für Musikgruppen wie Pink Floyd und The Rolling Stones, Vorläufer der späteren Musikvideos.
1969 stieg Whitehead aus dem Filmgeschäft aus, zog nach Marokko, und begann, als Falkner zu arbeiten. Danach machte er nur noch wenige Filme.
Ab den 1990ern veröffentlichte Whitehead mehrere Bücher, darunter auch Romane.
1997 drehte Iain Sinclair in Zusammenarbeit mit dem Filmemacher Chris Petit, dem Bildhauer Steve Dilworth und anderen die semi-fiktionale Dokumentation The Falconer über Whitehead.
Paul Cronin stellte 2006 die zweiteilige Dokumentation „In the Beginning Was the Image: Conversations With Peter Whitehead“ zusammen.
Whitehead starb am 10. Juni 2019 im Alter von 82 Jahren.

## Filmografie
- 1964: The Perception of Life
- 1965: Wholly Communion
- 1966: Charlie Is My Darling
- 1967: London ’66–’67
- 1967: Tonite Let’s All Make Love in London
- 1967: Benefit of the Doubt
- 1969: The Fall
- 1969: Tell Me Lies
- 1973: Daddy mit Niki de Saint Phalle
- 1977: Fire in the Water
- 2009: Terrorism Considered as One of the Fine Arts

## Musikvideos
- 1965
  - “((I’m Not Sayin’))” (Nico)
- 1966
  - “Have You Seen Your Mother, Baby, Standing in the Shadow?” – zwei Versionen (The Rolling Stones)
  - “Lady Jane” (The Rolling Stones)
  - “Let’s Spend the Night Together” (The Rolling Stones)
- 1967
  - “We Love You” (The Rolling Stones)
  - “Dandelion” (The Rolling Stones)
  - “Ruby Tuesday” (The Rolling Stones)
  - “Interstellar Overdrive” (Pink Floyd)
  - “(If You Think You’re) Groovy” (P. P. Arnold & The Small Faces)

## Bücher
- 1990: Nora
- 1993: Hartshead Revisited: A Fiction?
- 1994: The Risen (Roman)
- 1999: Bronte Gate
- 2007: Terrorism Considered as One of the Fine Arts (Roman)
- 1997: Baby Doll (Fotografien von den Dreharbeiten zu Daddy mit Niki de Saint Phalle, 1972)